# 山口五郎
山口五郎（日语：山口五郎，1933年2月26日—1999年1月3日）是日本一名傳統音樂演奏家，尤其擅長尺八。原東京藝術大學教授，被授予日本“人間國寶”的稱號。

## 經歷
- 1956年、毕业于NHK邦乐技能者育成会（日语：NHK邦楽技能者育成会）第2期。
- 1963年、其父山口四郎去世，其继承竹盟社宗家（日语：宗家）之位。
- 1974年、获得第29回文化厅艺术祭（日语：文化庁芸術祭）大奖。
- 1977年、东京艺术大学音乐科新设尺八科，并任命其为讲师。
- 1977年、旅行者2号搭載的金唱片中，收录了其演奏的琴古流本曲（日语：尺八#本曲）《巣鶴鈴慕》。[1]
- 1987年、被任命为东京艺术大学的教授。
- 1992年、被认定为重要無形文化財保持者（人间国宝）。（邦乐界最年轻的取得者）
- 1995年、获得日本艺术院奖（日语：日本芸術院賞）。
- 1996年、获得紫绶褒章。[2]
- 1999年、1月3日去世。同日被追赠正五位及勋四等旭日小绶章。

## 相關詞條
- 旅行者金唱片－旅行者金唱片内容
- 衛斯理大學（1961年曾在此校出任客座教師）

## 外部連結
- 琴古流 竹盟社 （页面存档备份，存于）